# Masazō Nonaka
Masazō Nonaka (野中 正造, Nonaka Masazō), né le 25 juillet 1905 à Ashoro (Hokkaido) et mort le 20 janvier 2019 dans le même village, est un supercentenaire japonais, doyen masculin de l'humanité à partir du 28 janvier 2018.

## Biographie
Pendant toute sa vie, il dirige l'onsen (bain thermal) familial, dans lequel il se baigne très régulièrement. Il épouse Hatsuno en 1931 et en a cinq enfants.
À la mort de Francisco Núñez Olivera, le 29 janvier 2018, il devient l'homme vivant le plus âgé. Il meurt à l'âge de 113 ans et 179 jours.